# Leucopardus tigrinus
Leucopardus tigrinus är en fjärilsart som beskrevs av George Francis Hampson 1894. Leucopardus tigrinus ingår i släktet Leucopardus och familjen björnspinnare. Inga underarter finns listade i Catalogue of Life.